# Czarne
Czarne ['ʈ͡ʂarnɛ] (deutsch Hammerstein; kaschubisch Czôrné) ist eine Kleinstadt mit Sitz der gleichnamigen Stadt-und-Land-Gemeinde im Powiat Człuchowski der Woiwodschaft Pommern in Polen mit etwa 6000 Einwohnern.

## Geographische Lage
Die Stadt liegt im ehemaligen Westpreußen am linken Ufer des Flusses Czernica (Zahne) in einem ausgedehnten Waldgebiet in 136 Metern über Meereshöhe, etwa 16 Kilometer ostsüdöstlich von Szczecinek (Neustettin) und 40 Kilometer westlich von Chojnice (Konitz). Nordwestlich verläuft die Draheimer Seenplatte.

## Geschichte

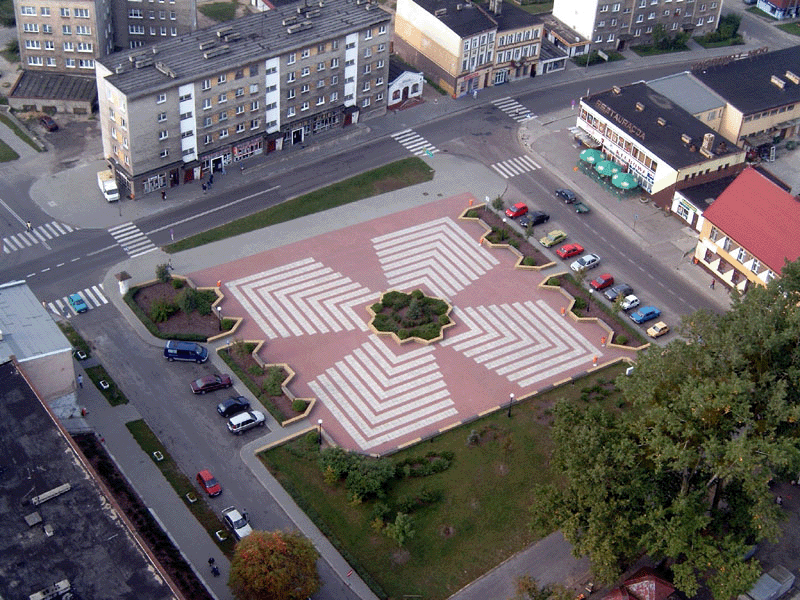
Platz im Stadtzentrum

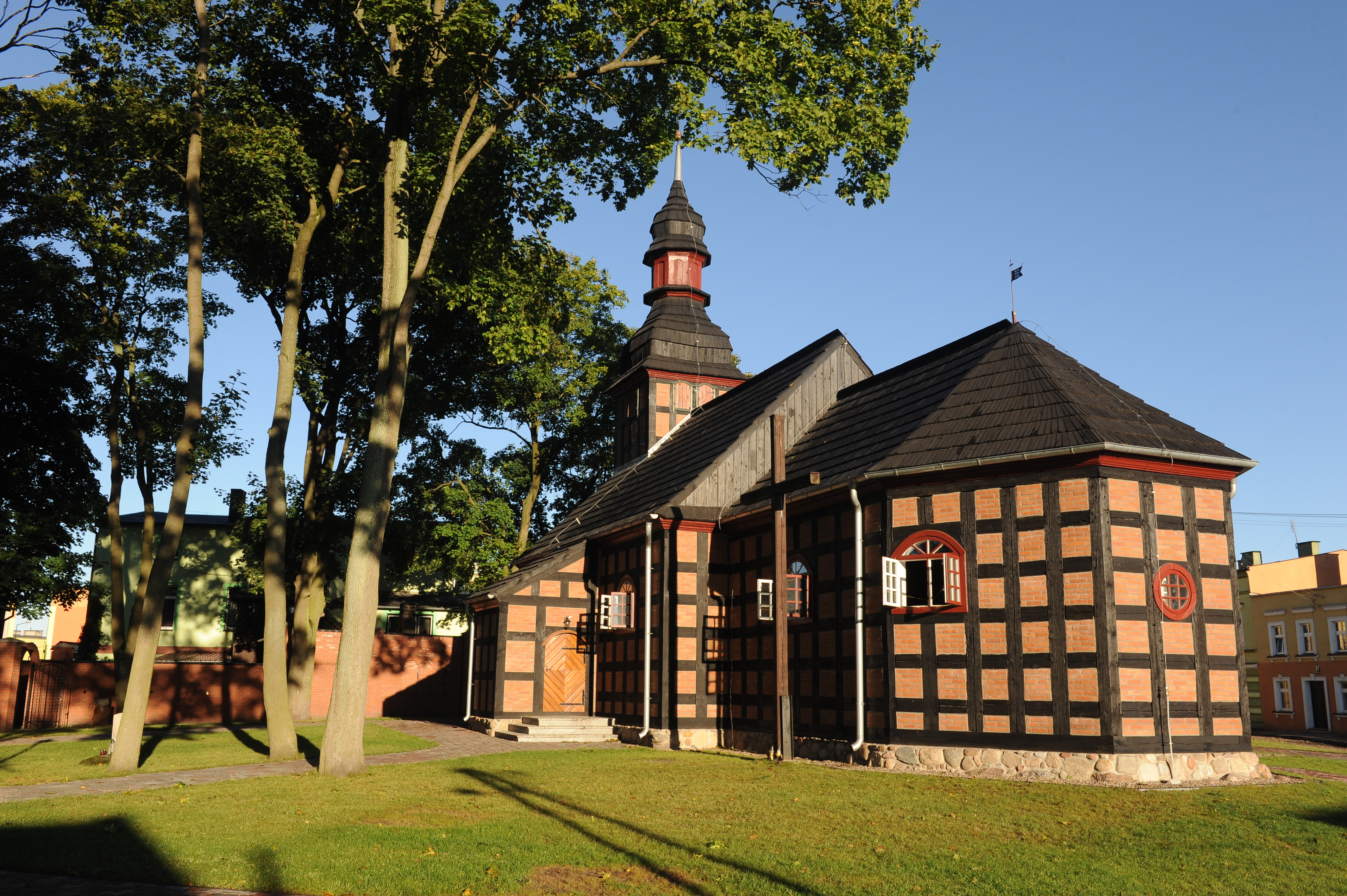
Stadtkirche

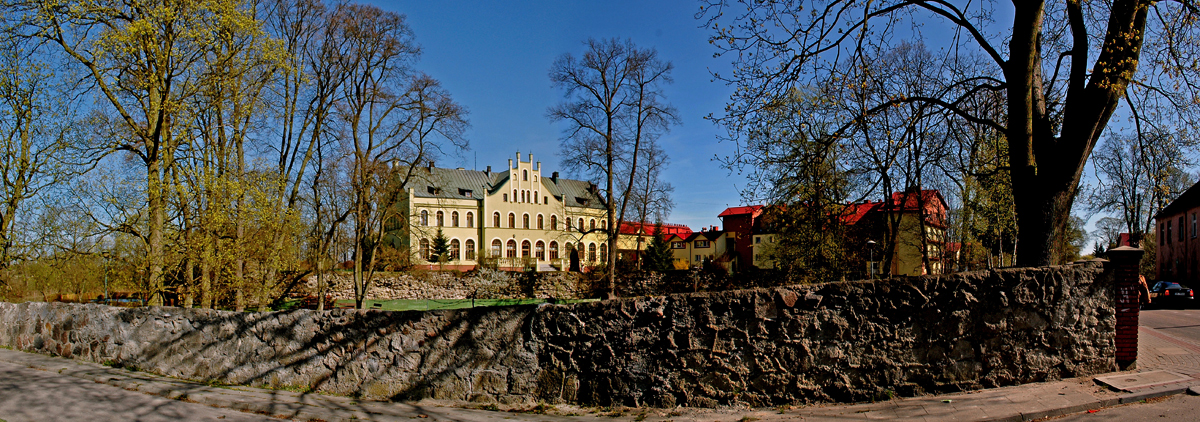
Ruinen der Burg Hammerstein

### Spätmittelalter
Der Deutsche Orden verlegte in den 1380er Jahren einen befestigten Hof, ein sogenanntes Wildhaus, von Falkenwalde in die Nähe der heutigen Stadt, um hier den Übergang über den Fluss Zahne zu sichern. Die Burg erhielt den Namen Hammerstein, wohl nach einem dort vorhandenen Eisenhammer. Bereits 1388 und 1389 ist Hammerstein als Ort von Verhandlungen zwischen dem Orden und den Herzögen von Pommern genannt. 1395 verlieh der Hochmeister des Ordens Konrad von Jungingen für die zu besetzende Stadt das Kulmer Stadtrecht. Burg und Stadt gehörten zur Komturei Schlochau des Ordens.
Nach der Schlacht bei Tannenberg (1410) kam Hammerstein kurzzeitig an den mit Polen verbündeten pommerschen Herzog Bogislaw VIII., der es aber bereits mit dem Thorner Frieden von 1411 wieder an den Deutschen Orden herausgeben musste. Der Hochmeister Heinrich von Plauen bestätigte der Stadt ihre Rechte und verlieh ihr zusätzlich das Recht, sich eine Walkmühle zu bauen. Im Dreizehnjährigen Krieg (1454–1466) zwischen dem Preußischen Bund und dem Deutschen Orden stand die Stadt auf der Seite des Ordens, wurde zwar 1454 von den Truppen des Bundes besetzt, aber 1455 durch den Ordenshauptmann Kaspar Nostitz durch eine Kriegslist – er ließ zehn seiner Männer als Frauen verkleidet in die Stadt gehen – noch einmal für den Deutschen Orden zurückerobert.

### Frühe Neuzeit
Nach dem Dreizehnjährigen Städtekrieg kam Hammerstein im Zweiten Frieden von Thorn 1466 vom Deutschordensstaat Preußen zum autonomen Preußen Königlichen Anteils, das sich freiwillig der Oberhoheit der polnischen Krone unterstellt hatte. Die Ordensburg wurde der Sitz einer Starostei. Die Starosten wurden in den folgenden Jahrhunderten von den Familien von Konarski, Sapieha, von Weiher, von Raczynski, von Wedelstädt und von Unruh gestellt. Anlässlich der Errichtung der Union von Lublin auf dem Lubliner Sejm kündigte König Sigismund II. August am 16. März 1569 die Autonomie des Königlichen Preußens (Westpreußen) unter Androhung herber Strafen einseitig auf, weshalb die Oberhoheit des polnischen Königs in diesem Teil des ehemaligen Gebiets des Deutschen Ordens von 1569 bis 1772 als Fremdherrschaft empfunden wurde.
Zur Mitte des 16. Jahrhunderts hatte Hammerstein etwa 700 Einwohner; acht Tuchmacher, sechs Schuhmacher und fünf Schmiede gingen ihrem Gewerbe nach. Es gab ein Sägewerk, und an der Zahne wurde eine Wassermühle betrieben. 1624 suchte die Pest Hammerstein erstmals heim, die Mehrzahl der Einwohner starb. Drei Jahre später litt die Stadt unter den Überfällen der am Polnisch-Schwedischen Krieg beteiligten Truppen. In der zweiten Hälfte des 16. Jahrhunderts hatte sich auch in Hammerstein die Reformation ausgebreitet, und die Stadtkirche war evangelisch geworden. Es blieb aber bei Spannungen zwischen beiden Konfessionen. 1600 errangen die katholischen Einwohner wieder das Nutzungsrecht für die Stadtkirche. 1645 wurde der katholische Lehrer Jakob Büttner erschlagen, und Kirche, Pfarrhaus und Schule wurden demoliert. Die Stadt wurde zum Schadenersatz verurteilt. 1653 fielen die meisten Häuser einem großen Brand zum Opfer. Eine eigene evangelische Kirche wurde erstmals 1676 errichtet; sie wurde 1716, 1755 und 1819 jeweils neu erbaut.
Infolge der ersten polnischen Teilung kam Hammerstein 1772 zur neugeschaffenen Provinz Westpreußen des Staates Preußen.

### 19. Jahrhundert
Im Rahmen der preußischen Territorialreformen wurde die Stadt 1818 dem westpreußischen Landkreis Schlochau zugeordnet. 1819 wurde für die evangelische Gemeinde am Markt eine Kirche errichtet. Noch immer war Hammerstein eine Stadt der Schuh- und Tuchmacher, 1850 gab es dort fast 200 Schuhmacher. Daneben lagen in der Stadt aber auch mehrere größere Bauernhöfe. In diesem Jahr entstand auf dem Gelände der inzwischen verfallenen Ordensburg als Dienst- und Wohnsitz des Amtsrats George von Livonius das sogenannte Schloss Hammerstein. Der Anschluss an die Pommersche Centralbahn erfolgte mit der Inbetriebnahme des Streckenabschnitts von Neustettin nach Schlochau im Jahr 1878. Das war der Startschuss für die Ansiedlung größerer Industriebetriebe des Baustoffgewerbes und der Holzverarbeitung. Zu einem weiteren bedeutenden Wirtschaftsfaktor entwickelte sich der von Preußen ab 1885 angelegte Truppenübungsplatz.

### 20. Jahrhundert
Am Anfang des 20. Jahrhunderts hatte Hammerstein eine evangelische Kirche, eine katholische Kirche, eine Synagoge und ein Amtsgericht. Im Ersten Weltkrieg gab es hier ein großes Lager für russische Kriegsgefangene.
Nach dem Ersten Weltkrieg verblieb Hammerstein, anders als der Großteil Westpreußens, beim Deutschen Reich. Der schmale, weiterhin deutsche Streifen im Westen Westpreußens wurde in die neu eingerichtete Provinz Grenzmark Posen-Westpreußen eingegliedert, und damit auch Hammerstein. Als nach dem Ersten Weltkrieg viele deutsche Bewohner aus den an das wiedererstandene Polen abgetretenen Gebieten nach Deutschland auswanderten, entstanden in Hammerstein in Richtung Süden und zum Truppenübungsplatz hin neue Siedlungen, sodass die Bevölkerungszahl um über 30 Prozent anstieg. Im Jahr 1925 wurden in Hammerstein 4122 Einwohner gezählt, die auf 1111 Haushaltungen verteilt waren.
Anfang der 1930er Jahre hatte die Gemarkung der Stadt Hammerstein eine Flächengröße von 43,9 km², und in dem Stadtgebiet standen zusammen 439 Wohnhäuser an 14 verschiedenen Wohnorten:
1. Bahnhof Hammerstein (Kreis Schlochau)
2. Birkenwäldchen
3. Bürgershof
4. Forsthaus Hardelbruch
5. Forsthaus Jägersberg
6. Forstsekretärgehöft Hasselberg
7. Hammerstein
8. Heinrichsburg
9. Karlsberg
10. Louisenhöh
11. Neumannshof
12. Schießplatz Hammerstein
13. Walkmühle
14. Ziegelei

Im April 1933 richtete die NS-Diktatur das kurzzeitig bestehende Konzentrationslager Hammerstein ein. Es wurde im Juni 1933 wieder aufgelöst; dessen Häftlinge wurden in andere Lager verlegt.
Mit der Auflösung der Provinz Grenzmark Posen-Westpreußen wurde Hammerstein 1938 in die Provinz Pommern eingegliedert. 1939 errichteten die Nationalsozialisten ein großes Strafgefangenenlager, später kam noch ein Kriegsgefangenenlager (Stalag II-B) hinzu.
Gegen Ende des Zweiten Weltkriegs eroberte am 26. Februar 1945 die Rote Armee Hammerstein. Während der Kämpfe wurden 40 Prozent der Stadt zerstört. Im März 1945 unterstellte die Rote Armee Hammerstein der Verwaltung der Volksrepublik Polen. Die polnische Administration führte für Hammerstein die polnische Ortsbezeichnung Czarne ein, vertrieb in der Folgezeit die einheimischen Stadtbewohner und besiedelte den Ort mit Polen.

## Demographie
| Jahr | Einwohner | Anmerkungen                                                      |
| ---- | --------- | ---------------------------------------------------------------- |
| 1772 | 0670      | [ 7 ]                                                            |
| 1780 | 0876      | bei 138 Feuerstellen, fast alle Deutsche lutherischer Konfession |
| 1816 | 1188      | [ 7 ]                                                            |
| 1831 | 1586      | größtenteils deutsche Evangelische                               |
| 1852 | 2120      | [ 10 ]                                                           |
| 1871 | 2612      | darunter 2100 Evangelische und 260 Katholiken                    |
| 1875 | 2790      | [ 12 ]                                                           |
| 1880 | 2856      | [ 12 ]                                                           |
| 1900 | 3025      | meist Evangelische                                               |
| 1925 | 4122      | davon 3594 Protestanten, 411 Katholiken und 61 Juden             |
| 1933 | 4423      | [ 12 ]                                                           |
| 1934 | 4420      | [ 7 ]                                                            |
| 1939 | 4387      | [ 12 ]                                                           |
| 1983 | 5892      | [ 13 ]                                                           |

Balkendiagramm der Einwohnerzahlen bis 2004

## Verkehr
Die Stadt ist über die Woiwodschaftsstraße 201 oder mit der Eisenbahn (Staatsbahnlinie von Chojnice (Konitz) nach Runowo Pomorskie (Ruhnow)) zu erreichen.

## Partnerstädte
Es besteht eine Städtepartnerschaft mit der niedersächsischen Gemeinde Langlingen.

## Gemeinde
Zur Stadt-und-Land-Gemeinde (gmina miejsko-wiejska) Czarne gehören 21 Ortschaften, die zehn Dörfern mit einem Schulzenamt (sołectwo) zugeordnet sind.

## Mit der Stadt verbundene Personen
- August Kummer (1790–1876), Rittergutsbesitzer und Abgeordneter
- George von Livonius (1792–1867), Rittergutsbesitzer und Abgeordneter
- Rudolf Hellgrewe (1860–1926), Landschaftsmaler und Illustrator von Reiseliteratur
- Willy von Livonius (1871–1946), preußischer Offizier, zuletzt Generalmajor
- Alexander Beer (1873–1944), Architekt, Gemeindebaumeister in Berlin
- Hans Klatt (1876–1936), Landschaftsmaler
- Franz Mahlke (1885–1957), deutscher Lyriker und Schriftsteller
- Maria Seidler (1888–1972), Schauspielerin
- Klaus-Peter Lietz (* 1943), genannt Lord Leo, Sänger und Gitarrist der Beat- und Rockband The Lords.